# Rainier International Tennis Classic 1973
Il Rainier International Tennis Classic 1973 è stato un torneo di tennis. È stata la 2ª edizione del torneo, che fa parte del Commercial Union Assurance Grand Prix 1973. Si è giocato a Seattle negli USA dal 10 al 16 settembre 1973.

## Campioni

### Singolare maschile
Tom Okker ha battuto in finale  John Alexander con il punteggio di 7–5, 6–4

### Doppio maschile
Tom Gorman /  Tom Okker hanno battuto in finale  Bob Carmichael /  Frew McMillan con il punteggio di 2–6, 6–4, 7–6